# 三浦一郎
三浦 一郎（みうら いちろう、1914年6月6日 - 2006年3月13日）は、日本の西洋史学者・エッセイスト。元茨城大学教授、上智大学名誉教授。

## 経歴
東京府豊島師範学校附属小学校、旧制武蔵高等学校を経て、東京帝国大学西洋史卒業。
戦後新制成蹊高等学校教諭を経て、茨城大学助教授、1966年同大学教授、1970年上智大学教授、1980年同大学特別待遇教授、1985年退職、同大学名誉教授。ギリシア古代西洋史を専門とするが、『世界史こぼれ話』が角川文庫に収められて人気を博した。
没年91。葬儀は日本基督教団高輪教会、喪主は長男の三浦久利夫（くりお）。

## 著書
- 古代文化の驚異 偕成社 1955（新百科）
- 世界史こぼれ話 正続　学生社新書 1955-1956 のち角川文庫
- クリオの微笑 はみだした世界史 学生社新書 1962
- ユーモア人生抄 社会思想社 1965（現代教養文庫）
- 年号記憶術 世界史を俳句で覚える本 光文社 1968（カッパ・ブックス）
- ギリシア人 神話と文明のふるさと さ・え・ら書房 1973（この民族が歩いた道）
- 続・ユーモア人生抄 社会思想社 1974（現代教養文庫）
- 秘められた世界史 情報センター出版局 1979
- 世界史のなかの女性たち 社会思想社 1985（現代教養文庫）
- 西洋の故事・名言ものしり辞典 知っているようで知らない文化の再発見 大和出版 1989
- 珍税・奇税世界の税金物語 PHP研究所 1994
- 世界史のなかの自分を賢くみせる笑い話 これであなたはその場の主役 PHP研究所 1995
- 西洋の故事名言ものしり辞典 PHP文庫 1997

## 共編著
- 教養人の世界史 上 古代 板倉勝正,吉村忠典共著 社会思想社 1964（現代教養文庫）
- 世界史のナゾ 山口修共著 毎日新聞社 1966 「不思議おもしろ世界史」三笠書房（知的生きかた文庫）
- 世界の歴史 第2 地中海の文明 秀村欣二共著 集英社 1968 のち現代教養文庫
- 世界の歴史 第5 信仰と闘いの時代 堀越孝一共著 集英社 1968 のち現代教養文庫
- 年表要説世界の歴史 金沢誠共編 社会思想社 1968（現代教養文庫）
- 世界の歴史 第1 歴史のあけぼの 江上波夫共著 集英社 1969 のち現代教養文庫
- 商売のタネ本 富永正文共著 ごま書房 1973（ゴマブックス）
- 世界の女性史 3 古代 美の世界の女たち 秀村欣二、高橋正男共著 評論社 1976
- 世界皇帝人名辞典（編）東京堂出版 1977
- 世界子どもの歴史 2 古代ギリシア・ローマ 長谷川博隆共著 第一法規出版 1984
- 西洋人物こばなし辞典（編）東京堂出版 1986
- 世界の大遺跡 5 エーゲとギリシアの文明（編著）講談社 1987
- 世界人物逸話大事典 朝倉治彦共編 角川書店 1996

## 翻訳
- 年表世界史 第1 古代編 ジャン・ドゥロルム 白水社 1967（文庫クセジュ）
- 埋れた古代文明 R.シルヴァバーグ 清永昭次共訳 法政大学出版局 1969
- ギリシア人 その歴史と文化 H.ロイド＝ジョーンズ編 岩波書店 1981

## 記念論集
- 古代地中海世界 古代ギリシア・ローマ史論集 三浦一郎先生傘寿記念論集 伊藤正ほか編 清水弘文堂 1993